# 폴란드의 군주 목록
이 문서는 폴란드의 역대 군주에 관한 목록이다.
폴란드는 오랜 세월동안 주로 공작과 왕 의해 통치되어 왔다. 가장 오랜 세월동안 통치한 왕조는 피아스트 왕조와 야기에우워 왕조였다. 다른 왕국들은 대체로 외세와 외세의 군주들로부터 간섭을 받아왔다. 
군주를 자유 선거를 통해 선출하는 사례는 유럽에서 유일하면서 독특한 경우이다. 폴란드의 독립 상태는 폴란드-리투아니아 연방의 멸망(1795년)으로 끝났고, 나폴레옹에 의해 바르샤바 공국이 잠시 세워지긴 했으나 국권이 완전히 회복된 것은 제1차 세계 대전의 종전(1918년) 이후 공화국이 세워지면서였다.

## 폴란드 왕국
| 군주                          | 초상 | 작위    | 왕조            | 통치기간                   | 기타                                                                    |
| ----------------------------- | ---- | ------- | --------------- | -------------------------- | ----------------------------------------------------------------------- |
| 시에모비트                    |      | 공작    | 피아스트 왕조   | 9세기 경                   | 피아스트의 아들                                                         |
| 레스테크                      |      | 공작    | 피아스트 왕조   | 9~10세기 경                | 시에모비트의 아들                                                       |
| 시에모미수                    |      | 공작    | 피아스트 왕조   | 10세기 경                  | 레스텍의 아들                                                           |
| 미에슈코 1세                  |      | 공작    | 피아스트 왕조   | 960?-992                   | 시에모뮈슈의 아들 첫 기독교 군주                                        |
| 볼레스와프 1세 흐로브리       |      | 공작 왕 | 피아스트 왕조   | 992-1025 (왕 : 1025)       | 미에슈코 1세의 아들 왕국 설립                                           |
| 미에슈코 2세                  |      | 왕      | 피아스트 왕조   | 1025-1031                  | 볼레스와프 1세 용감공의 아들                                            |
| 베스프림                      |      | 공작    | 피아스트 왕조   | 1031-1032                  | 볼레스와프 1세 용감공의 아들                                            |
| 오토 볼레스와보비츠           |      | 공작    | 피아스트 왕조   | 1032                       | 볼레스와프 1세 용감공의 아들                                            |
| 티에드리츠                    |      | 공작    | 피아스트 왕조   | 1032                       | 미에슈코 1세의 손자                                                     |
| 미에슈코 2세                  |      | 공작    | 피아스트 왕조   | 1032-1034                  | 복위                                                                    |
| 카지미에시 1세 오드노비치엘   |      | 공작    | 피아스트 왕조   | 1039-1058                  | 미에슈코 2세의 아들                                                     |
| 볼레스와프 2세 시초드리       |      | 공작 왕 | 피아스트 왕조   | 1058-1079 (왕 : 1076-1079) | 카지미에슈 1세의 아들                                                   |
| 브와디스와프 1세 헤르만       |      | 공작    | 피아스트 왕조   | 1079-1102                  | 카지미에슈 1세의 아들                                                   |
| 즈비그니에프                  |      | 공작    | 피아스트 왕조   | 1102-1107                  | 브와디스와프 1세의 아들 브와디스와프 3세와 공동 통치                    |
| 볼레스와프 3세                |      | 공작    | 피아스트 왕조   | 1102-1138                  | 브와디스와프 1세의 아들 즈비그뉴와 공동 통치 고공 통치 원칙 도입        |
| 브와디스와프 2세 비그나니에츠 |      | 고공    | 피아스트 왕조   | 1138-1146                  | 볼레스와프 3세의 아들 슐레지엔의 공작 볼레스와프 4세에 의해 퇴위        |
| 볼레스와프 4세                |      | 고공    | 피아스트 왕조   | 1146-1173                  | 볼레스와프 3세의 아들 마조비아의 공작                                   |
| 미에슈코 3세                  |      | 고공    | 피아스트 왕조   | 1173-1177                  | 볼레스와프 3세의 아들 비엘코폴스카의 공작                               |
| 카지미에시 2세                |      | 고공    | 피아스트 왕조   | 1177-1190                  | 볼레스와프 3세의 아들 산도미에시·비즐리카의 공작                        |
| 미에슈코 3세                  |      | 고공    | 피아스트 왕조   | 1190                       | 복위                                                                    |
| 카지미에시 2세                |      | 고공    | 피아스트 왕조   | 1190-1194                  | 복위                                                                    |
| 레셰크 1세                    |      | 고공    | 피아스트 왕조   | 1194-1198                  | 카지미에슈 2세의 아들 산도미에시의 공작                                 |
| 미에슈코 3세                  |      | 고공    | 피아스트 왕조   | 1198-1199                  | 복위                                                                    |
| 레셰크 1세                    |      | 고공    | 피아스트 왕조   | 1199-1202                  | 복위                                                                    |
| 미에슈코 3세                  |      | 고공    | 피아스트 왕조   | 1202                       | 복위                                                                    |
| 브와디스와프 3세 라스코노기   |      | 고공    | 피아스트 왕조   | 1202-1206                  | 미에슈코 3세의 아들 비엘코폴스카의 공작                                 |
| 레셰크 1세                    |      | 고공    | 피아스트 왕조   | 1206-1210                  | 복위                                                                    |
| 미에슈코 4세                  |      | 고공    | 피아스트 왕조   | 1210-1211                  | 브와디스와프 2세의 아들 브로츠와프의 공작                               |
| 레셰크 1세                    |      | 고공    | 피아스트 왕조   | 1211-1227                  | 복위 암살당함                                                           |
| 브와디스와프 3세 라스코노기   |      | 고공    | 피아스트 왕조   | 1227-1229                  | 복위                                                                    |
| 콘라트 1세                    |      | 고공    | 피아스트 왕조   | 1229-1232                  | 카지미에슈 2세 마조비아의 공작                                          |
| 헨리크 1세                    |      | 고공    | 피아스트 왕조   | 1232-1238                  | 브와디스와프 2세의 손자 슐레지엔의 공작                                 |
| 헨리크 2세                    |      | 고공    | 피아스트 왕조   | 1238-1241                  | 헨리크 1세의 아들 브로츠와프·비엘코폴스카의 공작 레그니차 전투에서 사망 |
| 볼레스와프 로가트카           |      | 고공    | 피아스트 왕조   | 1241                       | 헨리크 2세의 아들                                                       |
| 콘라트 1세                    |      | 고공    | 피아스트 왕조   | 1241-1243                  | 복위                                                                    |
| 볼레스와프 5세                |      | 고공    | 피아스트 왕조   | 1243-1279                  | 레셰크 1세의 아들                                                       |
| 레셰크 2세                    |      | 고공    | 피아스트 왕조   | 1279-1288                  | 콘라트 1세의 조카 헨리크 2세의 외조카                                   |
| 헨리크 4세                    |      | 고공    | 피아스트 왕조   | 1288-1290                  | 헨리크 2세의 조카 콘라트 1세의 외조카 하슐레지엔의 공작                 |
| 프셰미수 2세                  |      | 고공 왕 | 피아스트 왕조   | 1290-1295 (왕 : 1295-1296) | 헨리크 2세의 손자 포즈난·비엘코폴스카·포메라니안의 공작                 |
| 바츠와프 2세                  |      | 고공 왕 | 프르셰미슬 왕조 | 1296-1300 (왕 : 1300-1305) | 프셰미수 2세의 딸과 혼인 하폴란드의 공작                                |
| 바츠와프 3세                  |      | 왕      | 프르셰미슬 왕조 | 1305-1306                  | 바츠와프 2세의 아들 대관식 없음 암살당함                                |
| 브와디스와프 1세              |      | 고공 왕 | 피아스트 왕조   | 1306-1320 (왕 : 1320-1333) | 콘라트 1세의 손자 폴란드 왕국 재통합                                    |
| 카지미에시 3세                |      | 왕      | 피아스트 왕조   | 1333-1370                  | 브와디스와프 4세의 아들                                                 |
| 루드비크                      |      | 왕      | 앙주 왕조       | 1370-1382                  | 카지미에슈 3세의 조카                                                   |
| 야드비가                      |      | 왕      | 앙주 왕조       | 1382-1399                  | 루드비크의 딸 남편과 공동 통치                                          |

## 폴란드왕국·리투아니아공국

### 야기에우워 왕조
| 군주                    | 군주 | 왕조            | 통치시작         | 통치종료         | 기타                                                                     |
| ----------------------- | ---- | --------------- | ---------------- | ---------------- | ------------------------------------------------------------------------ |
| 브와디스와프 2세        |      | 야기에우워 왕조 | 1386년 3월 4일   | 1434년 6월 1일   | 그의 아내 야드비가와 공동 통치 폴란드 사상 최장기간 통치                 |
| 브와디스와프 3세        |      | 야기에우워 왕조 | 1434년 7월 25일  | 1444년 11월 10일 | 브와디스와프 2세의 아들 헝가리 국왕 겸임 바르나 전투에서 사망            |
| 카지미에시 4세          |      | 야기에우워 왕조 | 1447년 6월 25일  | 1492년 6월 7일   | 브와디스와프 2세의 아들                                                  |
| 얀 1세 올브라흐트       |      | 야기에우워 왕조 | 1492년 3월 23일  | 1501년 6월 16일  | 카지미에슈 4세의 아들                                                    |
| 알렉산데르 야기엘론치크 |      | 야기에우워 왕조 | 1501년 12월 12일 | 1506년 8월 19일  | 카지미에슈 4세의 아들                                                    |
| 지그문트 1세            |      | 야기에우워 왕조 | 1506년 12월 8일  | 1548년 4월 1일   | 카지미에슈 4세의 아들 프로이센 동맹 공격 마조비아공국 합병 신성동맹 가입 |
| 지그문트 2세 아우구스트 |      | 야기에우워 왕조 | 1548년 4월 1일   | 1572년 7월 7일   | 지그문트 1세의 아들 폴란드-리투아니아 연방으로 통합                      |

## 폴란드-리투아니아 연방
| 군주                                   | 군주 | 왕조             | 통치시작                                          | 통치종료                                      | 기타                                             |
| -------------------------------------- | ---- | ---------------- | ------------------------------------------------- | --------------------------------------------- | ------------------------------------------------ |
| 앙리 3세                               |      | 발루아 왕조      | 1573년 5월 16일                                   | 1575년 5월 12일                               | 프랑스 국왕이 된 직후, 국왕 자리 포기            |
| 막시밀리안 2세                         |      | 합스부르크 왕조  | 1575년                                            | 1575년                                        | 선거를 통해 국왕 취임                            |
| 안나 야기엘론카                        |      | 야기에우워 왕조  | 1575년 12월 15일                                  | 1586년 12월 12일                              | 지그문트 1세의 딸 남편과 공동 통치               |
| 스테판 바토리                          |      | 바토리 가문      | 1575년 12월 15일                                  | 1586년 12월 12일                              | 그의 아내 안나 야기엘론카와 공동 통치            |
| 지그문트 3세 바사                      |      | 바사 왕조        | 1587년 9월 18일                                   | 1632년 4월 19일                               | 지그문트 1세의 손자 스웨덴 국왕 겸임             |
| 브와디스와프 4세 바사                  |      | 바사 왕조        | 1632년 11월 8일                                   | 1648년 5월 20일                               | 지그문트 3세의 아들 스웨덴 국왕 겸임             |
| 얀 2세 카지미에시 바사                 |      | 바사 왕조        | 1648년 11월 20일                                  | 1668년 9월 16일                               | 지기스문트 3세의 아들 스웨덴 국왕 겸임 강제 퇴위 |
| 미하우 코리부트 비시니오비에츠키       |      | 비시니오비에츠키 | 1669년 6월 19일                                   | 1683년 11월 10일                              | 군권은 제레미가 장악                             |
| 얀 3세 소비에스키                      |      | 소비에스키       | 1674년 5월 21일                                   | 1696년 6월 17일                               | 오스만 제국으로부터 빈수호                       |
| 아우구스트 2세                         |      | 베틴 왕조        | 1697년 9월 15일                                   | 1704년 2월 16일 (양위) 1706년 9월 24일 (퇴위) |                                                  |
| 스타니스와프 레슈친스키                |      | 레슈친스키       | 1705년 10월 4일                                   | 1709년 8월 8일                                | 아우구스트 2세로부터 양위                        |
| 아우구스트 2세                         |      | 베틴 왕조        | 1709년 8월 8일                                    | 1733년 2월 1일                                | 복위                                             |
| 스타니스와프 레슈친스키                |      | 레슈친스키       | 1733년 9월 12일                                   | 1734년 6월 30일 (양위) 1736년 2월 27일        | 복위 폴란드 왕위계승전쟁에서 패배 로렌 공작      |
| 아우구스트 3세                         |      | 베틴 왕조        | 1734년 1월 17일 (형식적) 1734년 6월 30일 (사실상) | 1763년 10월 5일                               | 아우구스트 2세의 아들                            |
| 스타니스와프 아우구스트 포니아토프스키 |      | 포니아토프스키   | 1764년 11월 25일                                  | 1795년 1월 7일                                | 연방 붕괴로 인한 강제 퇴위                       |

## 분할통치기
| 군주                      | 왕조                    | 통치시작         | 통치종료         |
| ------------------------- | ----------------------- | ---------------- | ---------------- |
| 갈리치아-로도메리아 왕국  |                         |                  |                  |
| 마리아 테레지아           | 합스부르크 왕조         | 1772년 9월 22일  | 1780년 11월 29일 |
| 요제프 2세                | 합스부르크로트링겐 왕조 | 1780년 11월 29일 | 1790년 2월 20일  |
| 레오폴드 2세              | 합스부르크로트링겐 왕조 | 1790년 2월 20일  | 1792년 3월 1일   |
| 프란츠 2세                | 합스부르크로트링겐 왕조 | 1792년 3월 1일   | 1835년 3월 2일   |
| 페르디난트 1세            | 합스부르크로트링겐 왕조 | 1835년 3월 2일   | 1848년 12월 2일  |
| 프란츠 요제프 1세         | 합스부르크로트링겐 왕조 | 1848년 12월 2일  | 1916년 11월 21일 |
| 카를 1세                  | 합스부르크로트링겐 왕조 | 1916년 11월 21일 | 1918년 11월 11일 |
| 바르샤바 공국             |                         |                  |                  |
| 프리드리히 아우구스트 1세 | 베틴 왕조               | 1807년 7월 9일   | 1813년 3월 14일  |
| 폴란드 입헌왕국           |                         |                  |                  |
| 알렉산드르 1세            | 로마노프 왕조           | 1815년 6월 20일  | 1825년 12월 1일  |
| 니콜라이 1세              | 로마노프 왕조           | 1825년 12월 26일 | 1855년 3월 2일   |
| 알렉산드르 2세            | 로마노프 왕조           | 1855년 3월 2일   | 1881년 3월 13일  |
| 알렉산드르 3세            | 로마노프 왕조           | 1881년 3월 13일  | 1894년 11월 1일  |
| 니콜라이 2세              | 로마노프 왕조           | 1894년 11월 1일  | 1917년 3월 15일  |
| 포젠 대공국               |                         |                  |                  |
| 프리드리히 빌헬름 3세     | 호엔촐레른 왕조         | 1815년 6월 20일  | 1840년 6월 7일   |
| 프리드리히 빌헬름 4세     | 호엔촐레른 왕조         | 1840년 6월 7일   | 1848년 12월 5일  |
| 포젠주                    |                         |                  |                  |
| 프리드리히 빌헬름 4세     | 호엔촐레른 왕조         | 1848년 12월 5일  | 1861년 1월 2일   |
| 빌헬름 1세                | 호엔촐레른 왕조         | 1861년 1월 2일   | 1888년 3월 9일   |
| 프리드리히 3세            | 호엔촐레른 왕조         | 1888년 3월 9일   | 1888년 6월 15일  |
| 빌헬름 2세                | 호엔촐레른 왕조         | 1888년 6월 15일  | 1918년 11월 9일  |

## 같이 보기
- 폴란드의 역사
- 오스트리아의 군주
- 오스트리아의 황제
- 독일의 군주
- 러시아의 군주